# Португалія для найменших
40°12′10″ пн. ш. 8°26′04″ сх. д. / 40.20278° пн. ш. 8.43444° сх. д.

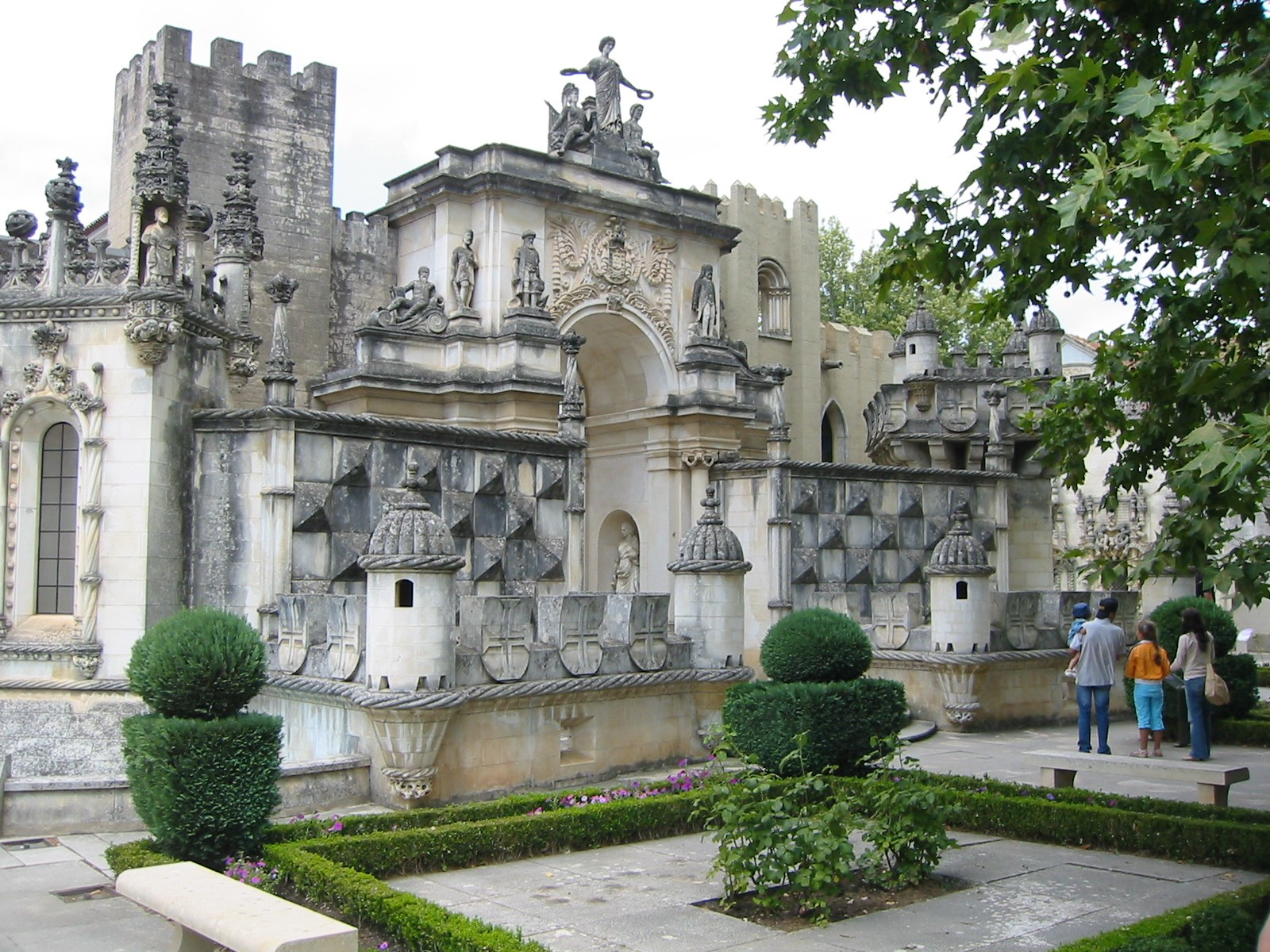

Португалія для найменших (порт. Portugal dos Pequenitos) — тематичний парк мініатюр в Коїмбрі, Португалія.
Розташований на лівому березі Мондегу, на площі Santa Clara. Будівництво парку було розпочате в 1938 році за ініціативою професора Коїмбрського університету Бісайя Баррету (порт. Fernando Baeta Bissaya Barreto Rosa). Відкритий 8 червня 1940 року. Представляє в мініатюрі архітектурні традиції Португалії і історію колоніальної імперії. На території парку діють три музеї мініатюр: музей костюма (відкритий 1 червня 1997 року, близько 300 мініатюр), музей флоту (відкритий 1 червня 1998 року) і музей меблів (відкритий 8 червня 2000 року). Щорічно парк відвідує близько 400 тисяч чоловік.. У 2010—2011 рр. вартість вхідного квитка в парк для дітей від 2 до 13 років і для пенсіонерів старше 65 років складає 5,5 євро, для дорослих — 8,95 євро.

## Ресурси Інтернету
- Офіційний сайт парку (порт.) (англ.)
- Вікісховище має мультимедійні дані за темою: Португалія для найменших
- Página da Fundação Bissaya Barreto
- Página do Centro de Documentação Bissaya Barreto